# Stazione meteorologica di Gorizia
La stazione meteorologica di Gorizia è la stazione meteorologica di riferimento  relativa alla città di Gorizia.

## Coordinate geografiche
La stazione meteorologica si trova nell'area climatica dell'Italia nord-orientale, in Friuli-Venezia Giulia, nel comune di Gorizia,  a 86 metri s.l.m. e alle coordinate geografiche 45°54′39.37″N 13°36′25.14″E.

## Dati climatologici
In base alla media trentennale di riferimento 1971–2000, la temperatura media del mese più freddo, gennaio, si attesta a +3,3 °C, quella del mese più caldo, luglio, è di +23,0 °C :
| Gorizia                      | Mesi  | Mesi  | Mesi  | Mesi  | Mesi  | Mesi  | Mesi  | Mesi  | Mesi  | Mesi  | Mesi | Mesi  | Stagioni | Stagioni | Stagioni | Stagioni | Anno    |
| Gorizia                      | Gen   | Feb   | Mar   | Apr   | Mag   | Giu   | Lug   | Ago   | Set   | Ott   | Nov  | Dic   | Inv      | Pri      | Est      | Aut      | Anno    |
| ---------------------------- | ----- | ----- | ----- | ----- | ----- | ----- | ----- | ----- | ----- | ----- | ---- | ----- | -------- | -------- | -------- | -------- | ------- |
| T. max. media (°C)           | 7,2   | 8,6   | 12,8  | 16,7  | 21,8  | 25,4  | 28,0  | 27,9  | 23,7  | 18,2  | 12,5 | 8,9   | 8,2      | 17,1     | 27,1     | 18,1     | 17,6    |
| T. media (°C)                | 3,3   | 4,7   | 8,3   | 12,0  | 17,1  | 20,5  | 23,0  | 22,6  | 18,9  | 13,8  | 7,8  | 4,0   | 4,0      | 12,5     | 22,0     | 13,5     | 13,0    |
| T. min. media (°C)           | −0,1  | 0,8   | 4,1   | 7,8   | 12,7  | 16,1  | 18,3  | 17,7  | 14,3  | 9,6   | 4,0  | 0,6   | 0,4      | 8,2      | 17,4     | 9,3      | 8,8     |
| T. max. assoluta (°C)        | 18,4  | 23,1  | 26,0  | 28,9  | 33,7  | 37,4  | 38,5  | 38,7  | 36,8  | 30,1  | 25,5 | 19,6  | 23,1     | 33,7     | 38,7     | 36,8     | 38,7    |
| T. min. assoluta (°C)        | −14,2 | −12,9 | −8,1  | −4,0  | 0,9   | 5,7   | 8,9   | 9,2   | 5,2   | −2,9  | −7,8 | −15,5 | −15,5    | −8,1     | 5,7      | −7,8     | −15,5   |
| Precipitazioni (mm)          | 49,6  | 46,8  | 60,1  | 76,3  | 77,6  | 70,5  | 69,6  | 68,5  | 89,2  | 101,2 | 83,4 | 60,2  | 156,6    | 214,0    | 208,6    | 273,8    | 853,0   |
| Giorni di pioggia            | 6,0   | 5,2   | 5,7   | 8,3   | 8,2   | 8,6   | 5,9   | 6,1   | 5,9   | 6,7   | 5,8  | 5,9   | 17,1     | 22,2     | 20,6     | 18,4     | 78,3    |
| Umidità relativa media (%)   | 82    | 78    | 75    | 74    | 71    | 72    | 70    | 69    | 74    | 77    | 80   | 81    | 80,3     | 73,3     | 70,3     | 77       | 75,3    |
| Ore di soleggiamento mensili | 77,8  | 100,4 | 144,5 | 179,7 | 228,1 | 249,9 | 285,7 | 261,3 | 210,4 | 144,0 | 99,8 | 62,4  | 240,6    | 552,3    | 796,9    | 454,2    | 2 044,0 |